# Suberites clavatus
Suberites clavatus är en svampdjursart som beskrevs av Keller 1891. Suberites clavatus ingår i släktet Suberites och familjen Suberitidae. Inga underarter finns listade i Catalogue of Life.